# Podalonia tydei
Podalonia tydei är en biart som först beskrevs av Le Guillou 1841.
Podalonia tydei ingår i släktet Podalonia och familjen grävsteklar.

## Underarter
Arten delas in i följande underarter:
- Podalonia tydei apakensis
- Podalonia tydei argentata
- Podalonia tydei suspiciosa
- Podalonia tydei tydei